# 사오양현

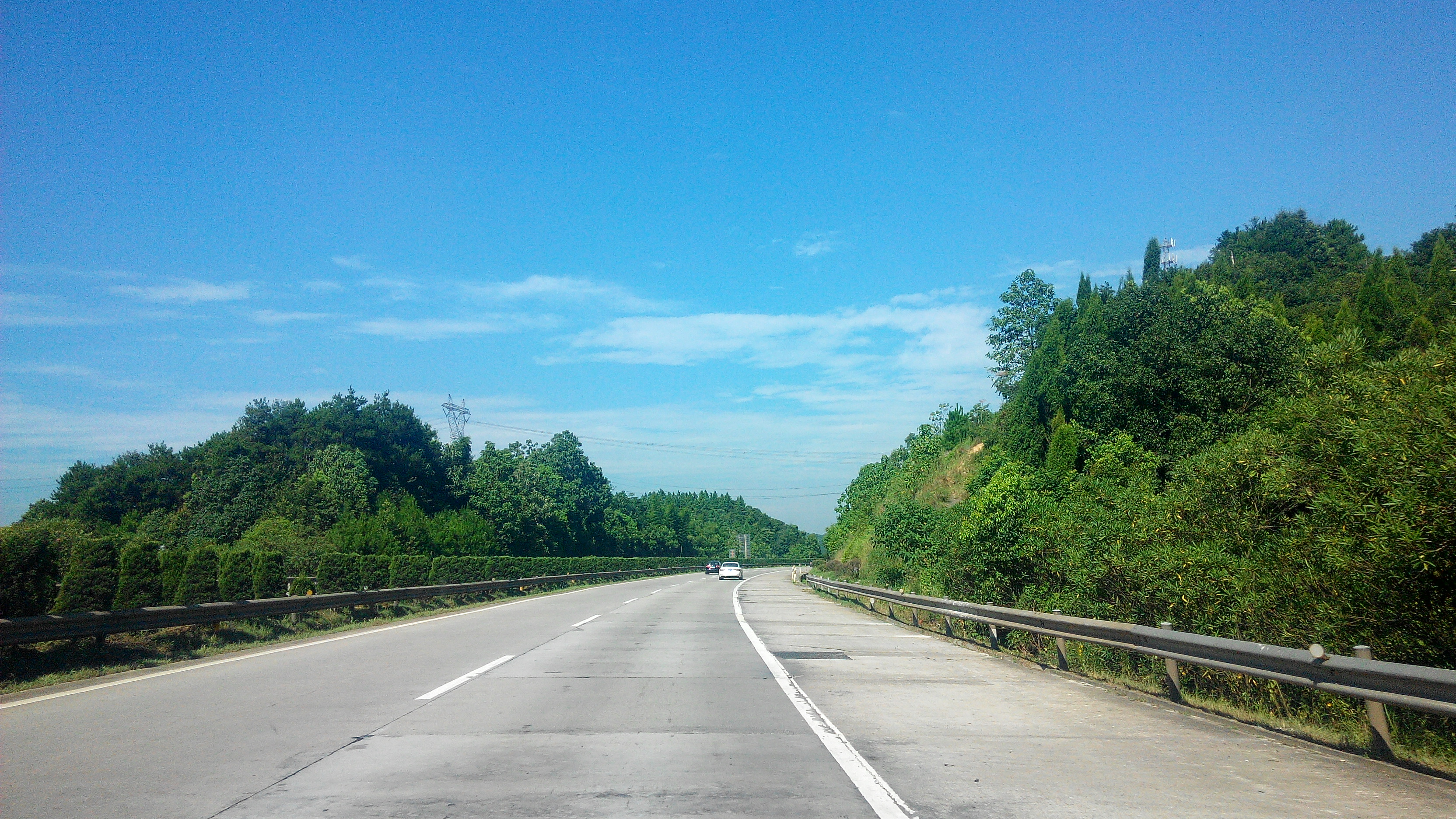

사오양현(한국어: 소양현, 중국어: 邵阳县, 병음: Shàoyáng Xiàn)은 중화인민공화국 후난성 사오양 시의 현급 행정구역이다. 넓이는 1997km2이고, 인구는 2007년 기준으로 990,000명이다. 이곳은 청나라의 학자 위원 (1794년)가 태어난 곳이다.

## 행정 구역
12개 진, 10개 향을 관할한다.
- 진: 塘渡口镇, 白仓镇, 金称市镇, 塘田市镇, 黄亭市镇, 长阳铺镇, 岩口铺镇, 九公桥镇, 下花桥镇, 谷洲镇, 郦家坪镇, 五峰铺镇.
- 향: 黄塘乡, 小溪市乡, 霞塘云乡, 长乐乡, 蔡桥乡, 河伯乡, 黄荆乡, 诸甲亭乡, 罗城乡, 金江乡.